# The Chronicle of Higher Education
The Chronicle of Higher Educationとは大学や大学学部や学生関係事務専門家（職員及び管理者）向けに大学のニュース、情報、仕事情報を提供する新聞およびウェブサイトである。
ワシントンD.C.に本社を置く「The Chronicle」はアメリカ合衆国の学術界に於いて大手のニュースサービス企業であり、平日更新のウェブサイトや隔週の6、7、8月や12月の最後の3週間を除く週刊誌（計年42号発行）を手がけている。紙媒体のThe Chronicleは2種類出版しており、ニュースと仕事情報のリストと「The Chronicle Review」という芸術と思想に関する雑誌である。
また、The Chronicle of Philanthropyという非営利の世界に関する新聞やThe Chronicle Guide to Grantsという企業や財団による助成金の電子データベース、Arts & Letters Dailyというポータルサイトも手がけている。
Chronicleは2003年に3300万ドルの広告収入と700万ドルの流通収入を上げている。

## 歴史
1949年よりジョンズ・ホプキンス大学の同窓会誌編集長を務めているコービン・グワルトニーが創刊した。1957年、グワルトニーは高等教育の問題を調査するための編集プロジェクトの一環として他の幾つかの大学の雑誌編集に参加した。同年10月4日、スプートニク1号が最初に地球を周回した日に行われた会議で高等教育における大学雑誌の増刊として「Moonshooter」プロジェクトが結成された。大学雑誌編集者は増刊の資金調達のために自身の雑誌の号の60パーセントを約束した。最初の「Moonshooter Report」は32ページに及ぶ「American Higher Education, 1958」というタイトルで発売し、15の大学で135万部を売り上げた。このプロジェクトは3年間で増刊を300万部も売り上げた。
1959年、グワルトニーはジョンズ・ホプキンス・マガジンを去り、ボルチモアにある自身のアパートをオフィスとして新たに設立した「Editorial Projects for Education」（EPE、後に「Editorial Projects in Education」と改名）の最初のフルタイム従業員になり、後にジョンズ・ホプキンス大学のキャンパス近くにオフィスを移転した。そして彼は高等教育がニュース出版から恩恵を受けるであろうことを悟った。
彼と他のEPE役員は新たな出版物を計画し「The Chronicle of Higher Education」と呼ばれた。
グワルトニーが「The Chronicle of Higher Education」を正式に立ち上げたのが1966年で、創刊号を発行したのが同年11月だった。
高等教育に携わる人達向けであるものの、創刊時のアイデアをの一つは一般人が高等教育と関わってどんな本当の問題が起きているかほとんど知らないのではないかということだった。当初、広告も編集スタッフの意見も無く、ニューヨーク・カーネギー財団、フォード財団からの助成金で賄われていた。その後、広告、特に高等教育での仕事情報の掲載が容認されるようになり、新聞も財政的に独立することも認められるようになった。
1970年代、Chronicleは自立するのに十分な広告を集め、1978年にEPE首脳陣は新聞の経営権を編集者に売却することを容認した。EPEはChronicleを編集者にキャッシュで200万ドルとChronicleがEPEに提供するサービスの50万ドルで売却した。Chronicleは法的な非営利から営利企業に転換していった。
この売却は非営利のEPEからK-12エデュケーションにシフトした。Chronicleとカーネギー・コーポレーションや他の慈善団体による支援によって確立されたモデルに触発されルカたちでEPEは1981年9月にEducation Weekを立ち上げた。
1993年、Chronicleはインターネット上のGopherサービスを使って初めて新聞を発行した。2011年にはiPadバージョンも発行している。

## 受賞
長年に渡り、多くのジャーナリズム賞でファイナリストや受賞者になっている。2005年にはディプロマミルや盗作に関する2つの特別報道がナショナル・マガジン・アウォードの報道部門でファイナリストに選出された。
2007年、The ChronicleはUtne Readerでインディペンデント・プレス・アウォードの政治部門を受賞した。この受賞ではUtneはThe Chronicle Reviewと呼ばれ「学会最高かつ最も明るい大胆不敵で自由な発想のセクションはますます予測可能な政治的分裂の両面でグローブ脱いで捨てることができる」と評された。他のファイナリストにはThe New Republic、The Nation、Reason、The American Prospectがいた。